# Стећци у Лубурић пољу
Стећци у Лубурић пољу представљају комплекс сачињен од двије цјелине стећака. Налази се у селу Кошутица недалеко од Сокоца. Организација Уједињених нација за образовање, науку и културу Унеско је стећке у Лубурић пољу 2016. године уписала на Листу свјетске баштине. Стећци у Лубурић пољу представљају непокретно културно добро Републике Српске и национални споменик Босне и Херцеговине.

## Положај
Село Кошутица налази се сјевероисточно од Сокоца у близини пута за Хан Пијесак. Кошутица је окружена бројним брдима између којих се налази Лубурић поље, кроз које протиче ријека Леава. На овом локалитету смјештене су двије некрополе са стећцима, међусобно удаљене око 150 метара ваздушне линије. За некрополу на локалитету Плоче карактеристично је да су стећци положени у низу и да прате круг тумула. Друга некропола се налази на локалитету Баре.

## Историја
Гласинац (Гласиначка висораван и Гласиначко поље) је висораван на подручју општине Соколац у источном дијелу Републике Српске, на планини Романији.
Гласинац је у далекој прошлости био раскршће важних путева који су спајали долине ријека Босне и Дрине. Висораван се састоји од пространих ливада и пашњака, карактеристичним за источни дио Босне, чије је дно махом састављено од тврдих непропустљивих стијена. Гласиначка висораван окружена је четинарским шумама и врховима Романије, Боговићке планине, Градине, Рабра, Црног врха, Копита, Кратеља.
На Гласиначком пољу је евидентирано преко педесет градина и више од 1200 тумула концентрисаних у групе. Тумули су груписани око градина и формирају некрополе. Најстарији тумули припадају раном бронзаном добу. Будући да су најбројнији и најбогатији, тумули из халштатског периода се сматрају правом гласиначком културом.

## Опис добра
Некропола на локалитету Плоче концентрисана је у радијусу 40 метара. Стећци у овој некрополи постављени су радијално у односу на центар тумула. Три стећка су издвојена из групе на удаљености 10 метара у правцу сјевера. Некрополу чини 51 стећак. За неке од надгробних споменика није могуће закључити да ли су стећци или дијелови стећака. Сви стећци су у форми сандука осим једног сљеменака. Украшена су три стећка. 
Некропола на локалитету Баре налази се на узвишењу које нема кружну основу. На овој некрополи стећци су оријентисани у правцу сјевер-југ. Истраживањем које је спроведено 2010. године евидентирана су 83. стећка или дијелова стећака, од чега су на шест стећака забиљежени украси као што су линија која означава двојни гроб, розета, мач и крст.